# Тишинська сільська рада
Ти́шинська сільська рада (рос. Тишинский сельский совет) — сільське поселення у складі Рубцовського району Алтайського краю Росії.
Адміністративний центр — село Тишинка.

## Історія
2010 року до складу Тишинської сільської ради (село Тишинка) було приєднано територію ліквідованої Мамонтовської сільської ради (село Мамонтово).

## Населення
Населення — 824 особи (2019; 913 в 2010, 970 у 2002).

## Склад
До складу сільської ради входять:
| Населений пункт | Населення, осіб (2002) | Населення, осіб (2010) |
| --------------- | ---------------------- | ---------------------- |
| Мамонтово, село | 440                    | 430                    |
| Тишинка, село   | 530                    | 483                    |